# Национално знаме на Замбия
Националното знаме на Замбия е прието на 24 октомври 1964 година. Знамето е съставено от зелен фон, като в долния десен ъгъл има три вертикални ивици в червено, черно и оранжево. Над тях е изобразен златен орел. Зеленият цвят е леко променен през 1996 г. като по-светъл и символизира природните богатства на страната. Червеният цвят символизира борбата за свобода на замбийския народ. Черният цвят символизира народа и минералите. Орелът символизира възможността на хората да стоят над проблемите на нацията.

## Знаме през годините
- (1964 – 1996)